# 方向舵

方向舵による機体の方向変化

方向舵（ほうこうだ、英語: rudder）は飛行機の操縦に用いる動翼の一つである。ラダーとも呼ばれる。垂直尾翼後部にある翼型の可動部分であり、機体の重心を貫く上下軸を中心とした動きを制御する。簡単に言うと、左右の首振り運動（ヨーイング）を起こしたり止めたりすることに使う。主翼の補助翼と併用して、定常釣り合い旋回をする。
操縦感覚という比較的評価のしにくい性能にかかわる部分であるため、垂直尾翼まわりは設計者の個性がでる。中島飛行機の小山技師の設計による戦闘機の方向舵は一貫して下ふくれの上下通しの方向舵が採用されていて、迎え角の大きい時の操縦性の確保を狙ったとされている。

## ラダーペダル
一般的に方向舵は、ラダーペダルを踏んで操作する。2つあるペダルに左右それぞれの足をかけ、片方を踏み込むと別の片方は手元側へ動き、左右の踏込量差で舵角をコントロールする。
小型飛行機のラダーペダルはノーズギア（前脚）と機械的にリンクしていて、タキシング（地上走行）時の操縦もラダーペダルで行うことが多い。
初期のラダーペダルは自転車のハンドルのような形状をしており両端に足をかけて操作したことから、古くは足踏桿と呼ばれ、操縦索（ワイヤー）で舵と直結していた。航空機が大型化すると共にテコを利用した倍力リンク機構や油圧アシストなどが付加され形状は変化していったが、動作としては旧来と変わらない。

## 首振りのしかた
ここでは左への首振りを例にする。右の場合はこの逆と考えればよい。
1. 左足で左のラダーペダルを踏む
2. 方向舵の後縁側が左へ飛び出る
3. 垂直尾翼に右向きの揚力が発生する
4. 重心まわりに、上から見て (機体を上下に貫くピッチ軸周りに) 反時計回りのモーメントが生じ、左へ機首を振る

首振りと旋回
飛行機は、首を振るだけでは機体を上から見て進行方向に対して斜めになるだけ（スリップ状態）で旋回できない。ただし実際は、機体右側に当たる風の圧力により徐々に左へ変針（緩やかな左旋回）する。また主翼に後退角がついた機体では、右翼の風を切る長さ（有効翼幅）が左翼のそれより増加するため、右翼の揚力が左翼よりやや増加し、徐々に左バンクの挙動も起き旋回を始める。実機においてこれらの効果による旋回モーメントは小さいが、模型飛行機などでは方向舵操作のみでバンクを得、旋回できる機体もある。
飛行機が積極的な旋回をするには補助翼操作で機体をバンクさせるが、最適な旋回姿勢を得るためには補助翼操作に伴い方向舵も操作する必要がある。補助翼操作による横滑りを打ち消す以上の過度な方向舵操作はスピン (この例では左スピン) に陥る危険を伴うため危険である。